# Acanthusbrug

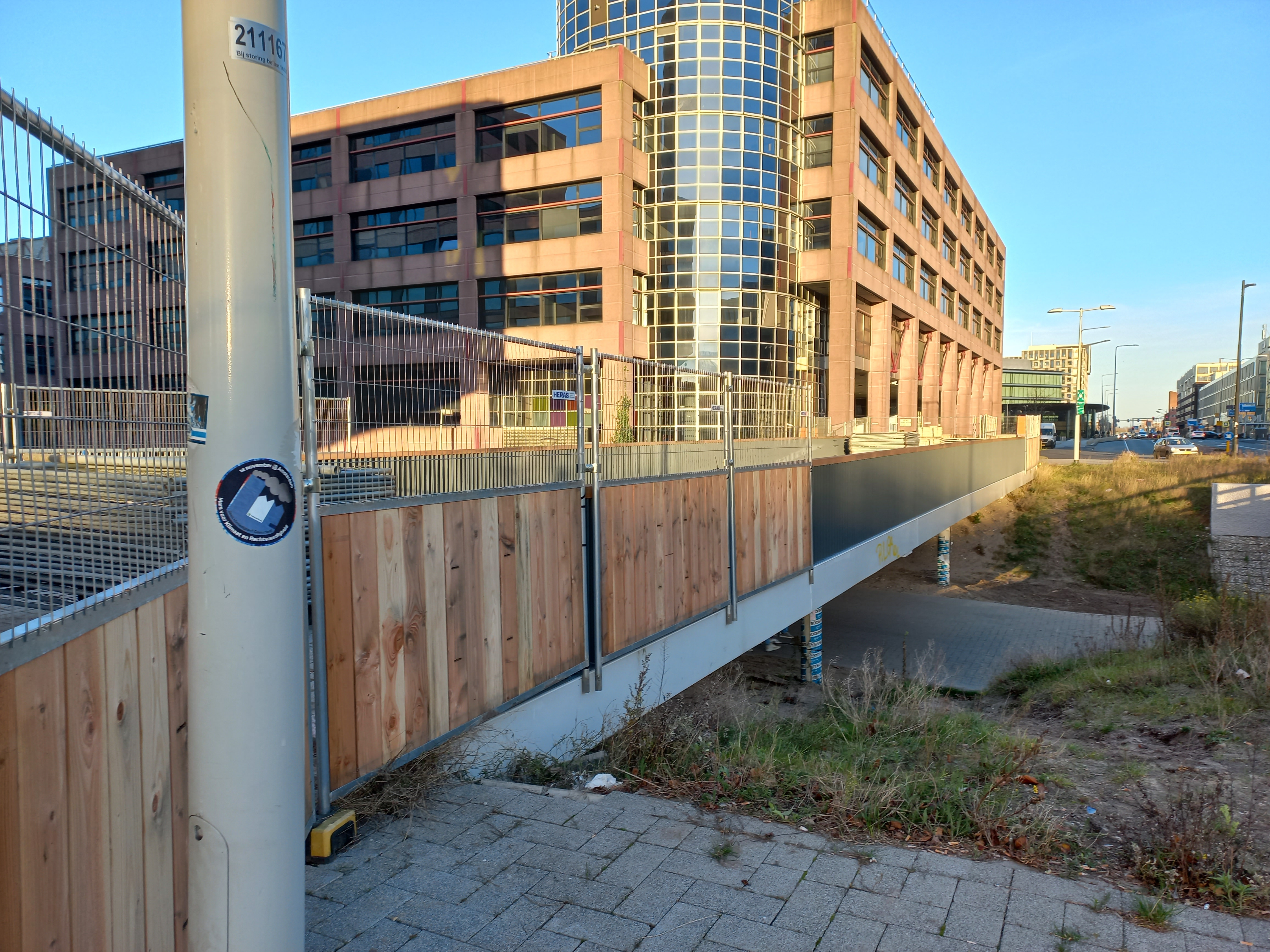
Acanthusbrug (december 2023)

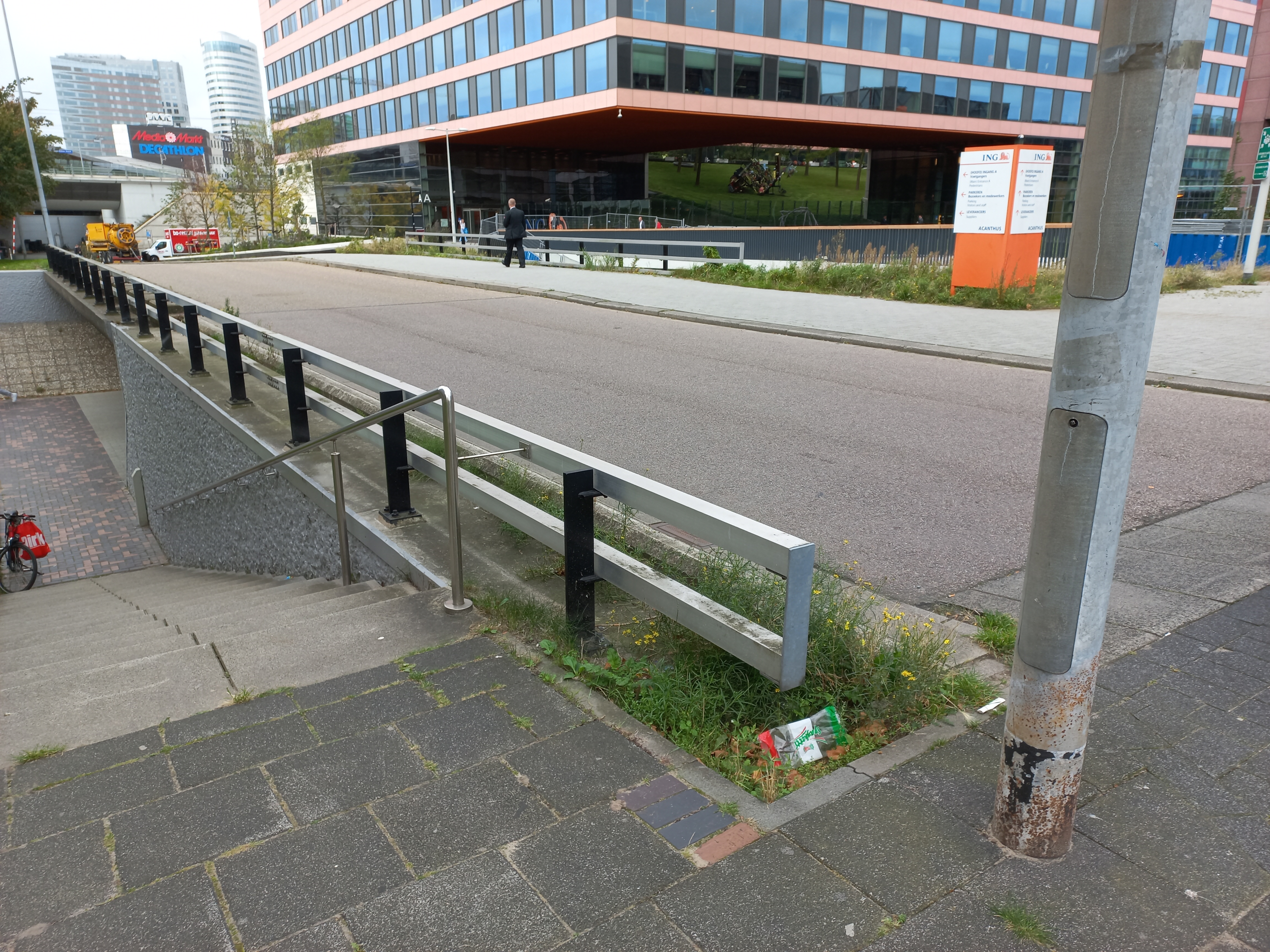
Hoekenrodebrug (voorgrond), Acanthusbrug (achtergrond) bij gebouw Acanthus (september 2023)

De Acanthusbrug is een bouwkundig kunstwerk in Amsterdam-Zuidoost. De brug heeft in april 2024 (nog) geen Amsterdams brugnummer en staat als zodanig ook niet op de kaart.
In de jaren twintig van de 21e eeuw wordt gewerkt aan het westelijk eind van de Bijlmerdreef. Dit is sinds de afknelling van de kruising met de Foppingadreef een dood stukje, terwijl de verwachting is dat het voor voetgangers een route wordt tussen die Bijlmerdreef en het Station Amsterdam Bijlmer Arena. Die Bijlmerdreef ligt op een dijklichaam en wordt ter plaatse doorsneden door het Hoekenrodepad op maaiveldniveau. Voor al het verkeer ligt er al sinds 1973 de Hoekenrodebrug van Dirk Sterenberg.
In het kader van het opknappen van de brug kwam er in 2022 de Acanthusbrug, vernoemd naar kantoorgebouw Acanthus van ING Groep, waaronder de voetbrug begint/eindigt. In de nacht van 23 op 24 juni zou de brug in twee delen, elke met een breedte van zeven meter op haar plaats gehesen worden. De verwachting was dat de brug dan in augustus 2022 in gebruik kon worden genomen. Plaatsing viel tegen; het liep in eerste instantie wat uit, pas op 9 juli kon het brugdek geplaatst worden, waarbij de vrachtwagen met oplegger op het oude viaduct moest staan.
Bij de oplevering bleek er iets mis te zijn gegaan. De bodem was van een andere kwaliteit dan in eerste instantie ingeschat. De brug bleek (niet meer) aan te sluiten op de aanwezige bestrating. Er moest vervolgens onderzocht worden hoe die ondergrond aangepast moest worden; daarbij moest weer rekening gehouden worden met de brug die daarbij in de weg ligt. Voetgangers konden, aldus een buurtbewoner, altijd en nog steeds via die Hoekenrodebrug. Wel bleek de buiten dienst zijnde brug een uitnodiging om het talud daarvan te beklimmen (er lag origineel een trap) hetgeen beschadiging aanbracht aan datzelfde talud. Om dit te voorkomen werd op de helling een hellingbrug aangelegd; deze is met enige moeite door rolstoelers te beklimmen/af te dalen. De ontwerpers van gebouw Acanthus, de Architekten Cie. hadden hier overigens geen brug gepland. Wanneer de brug alsnog in gebruik wordt genomen is onbekend, mede doordat het gebouw Laanderpoort (tegenover Acanthus) aan hetzelfde pad, ook in gebruik van de ING Groep in 2024 afgebroken wordt om plaats te maken voor nieuwbouw, gebouw Linden van Paul de Ruiter.